# Jesús Vázquez
Antonio Jesús Vázquez Muñoz znany też jako Jesús Vázquez (ur. 18 stycznia 1980 roku w Sewilli) – hiszpański piłkarz, grający w Deportivo La Coruña na pozycji pomocnika.

## Kariera piłkarska
Vazquez jest wychowankiem CF Extremadura. W 2002 roku opuścił przeszedł do CD Tenerife, gdzie występował przez cztery kolejne sezony. W 2006 roku trafił do Recreativo Huelva, w którym występował do 2011 roku. Przed sezonem 2011-12 został graczem Deportivo La Coruña.